# Hamdi Kasraoui
Hamdi Kasraoui (tiếng Ả Rập: حمدي القصراوي, sinh ngày 18 tháng 1 năm 1983) là một thủ môn bóng đá người Tunisia. Hiện tại anh thi đấu cho Stade Tunisien ở Tunisia.

## Sự nghiệp câu lạc bộ
Kasraoui thi đấu cho Espérance Sportive de Tunis đến ngày 25 tháng 5 năm 2009, khi ký hợp đồng với câu lạc bộ Pháp RC Lens, vừa giành quyền trở lại Ligue 1. Anh trải qua mùa giải 2009-10 như là thủ môn số 2, sau Vedran Runje, ra mắt tại Ligue 1 vào ngày 17 tháng 4 năm 2010 trong trận hòa không bàn thắng với OGC Nice sau khi Runje ra khỏi sân vì chấn thương. Sau màn ra mắt, Kasraoui tiếp tục xuất hiện trong 5 trận đấu còn lại của mùa giải.

## Sự nghiệp quốc tế
Kasraoui có 16 lần ra sân cho đội tuyển quốc gia Tunisia, và thi đấu tại Cúp Liên đoàn các châu lục 2005 và Cúp bóng đá châu Phi 2006. Tuy nhiên, anh là thủ môn số 2 của cả câu lạc bộ và đội tuyển quốc gia. Anh được triệu tập vào Giải vô địch bóng đá thế giới 2006 với tư cách dự bị cho Ali Boumnijel. Sau khi Boumnijel giải nghệ quốc tế, Kasraoui trở thành thủ môn số một của Tunisia.